# Sankt Georgen am Fillmannsbach
Sankt Georgen am Fillmannsbach är en ort och kommun  i Österrike. Den ligger i distriktet Braunau am Inn i förbundslandet Oberösterreich, 250 kilometer väster om huvudstaden Wien. 
Kommunen består av tio orter (Ortschaften) (inom parentes invånarantal 1 januari 2024):

- Anferding (26)
- Angern (32)
- Brandstatt (6)
- Feichten (84)
- Fillmannsbach (78)
- Reichsberg (16)
- Sankt Georgen am Fillmannsbach (94)
- Scheuern (89)
- Steckenbach (39)
- Wies (8)